# Sopro quente

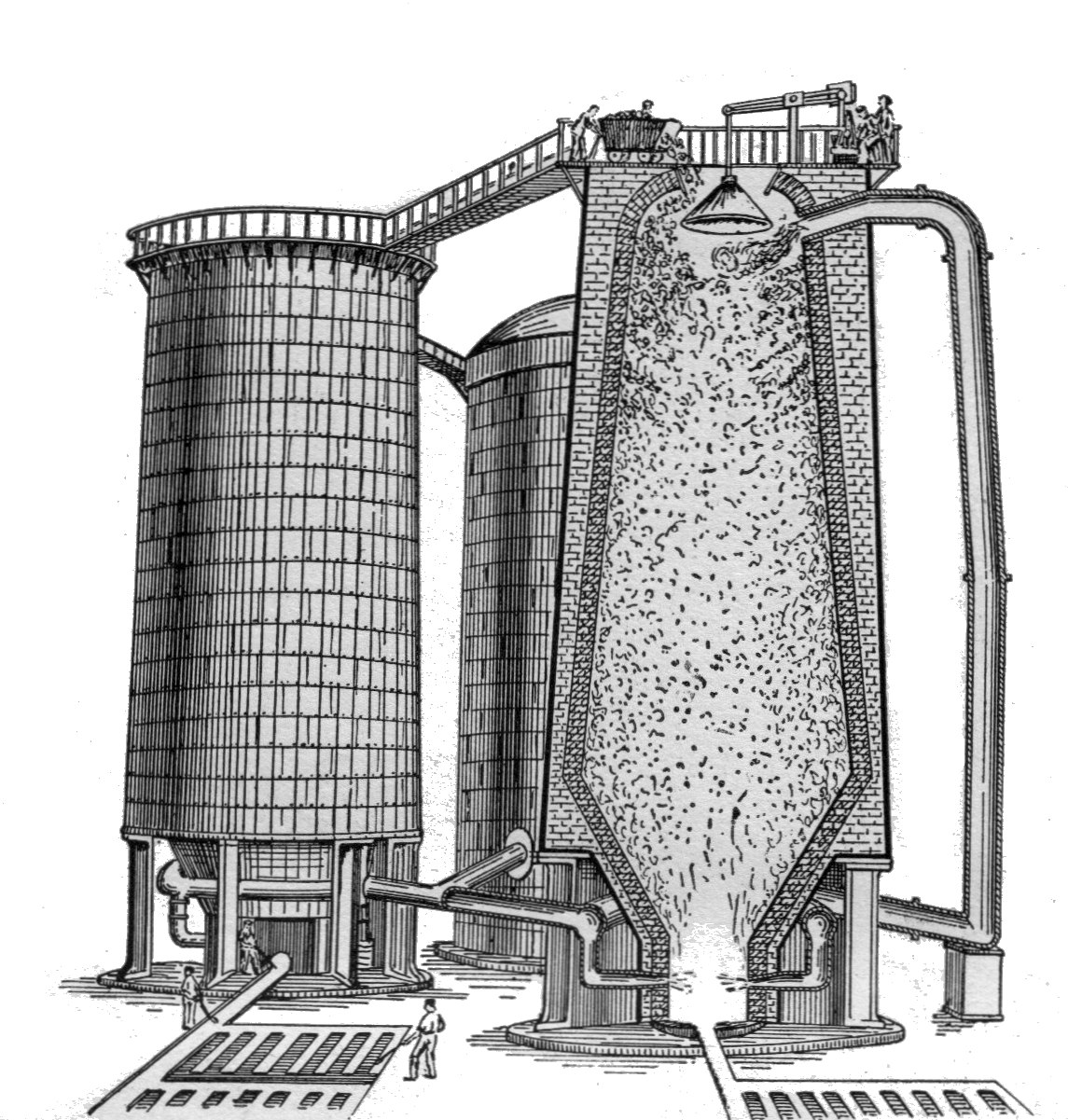
Alto-forno quente: observe o fluxo de ar do forno no fundo para os dois alto-fornos e o ar quente do forno de primeiro plano sendo retirado para aquecer o forno.

Sopro quente refere-se ao pré-aquecimento do ar soprado em um alto-forno ou outro processo metalúrgico. Como isso reduziu consideravelmente o combustível consumido, o sopro quente foi uma das tecnologias mais importantes usadas durante a Revolução Industrial. O sopro quente também permitiu temperaturas mais altas do forno, o que aumentou a capacidade dos fornos.